# 哈斯拉赫-容金根戰役
哈斯拉赫-容金根戰役發生於1805年10月11日，是烏爾姆戰役中的一場戰役，位在烏爾姆以北的烏爾姆-容金根，對戰雙方為杜邦率領的法軍和卡爾馬克率領的帝國軍。
由於繆拉的判斷失誤，使得杜邦的軍隊得面對五倍以上試圖從烏爾姆圍剿中突圍的帝國軍，但倚靠著法軍的素質，最終仍然取得了勝利。

## 註腳
1. 1 2  Chandler 1979，第398頁.
2. 1 2 3 4 5 6 7 8  Colin 1902，第513頁.
3. 1 2  Bodart 1908，第363頁.
4. ↑  Goetz 1964，第57頁.